# Vũ trụ trong vỏ hạt dẻ
Vũ trụ trong vỏ hạt dẻ (The Universe in a Nutshell) là một trong những đầu sách do Stephen Hawking viết về chủ đề vật lý lý thuyết. Nó giải thích cho người đọc về nhiều vấn đề liên quan tới các nghiên cứu của các Giáo sư Toán học Lucas trong quá khứ, tỉ như Thuyết không đầy đủ của Gödel và màng P (một phần của thuyết siêu dây trong vật lý lượng tử). Nó cũng mô tả về lịch sử hình thành và các nguyên lý của vật lý hiện đại. Ông dẫn dắt người đọc đến những sự kiện xảy ra đằng sau những most intellectual tales khi ông cố gắng "kết hợp thuyết tương đối rộng của Einstein và các ý tưởng của Richard Feynman về đa lịch sử thành một thuyết thống nhất hoàn chỉnh mô tả mọi thứ xảy ra trong vũ trụ."
Vũ trụ trong vỏ hạt dẻ là tác phẩm đạt Giải Aventis dành cho Sách Khoa học năm 2002 và đã bán được hơn 10 triệu ấn bản trên thế giới. Nó thường được xem là phần tiếp theo của tác phẩm nổi tiếng Lược sử thời gian (A Brief History of Time) được ấn hành năm 1988.

## Nội dung
1. Lịch sử về thuyết tương đối - Einstein thiết lập hai lý thuyết cơ bản của thế kỷ hai mươi: Lý thuyết tương đối rộng và Lý thuyết lượng tử như thế nào?
2. Hình dáng của thời gian - Thuyết tương đối rộng của Einstein cho thời gian một hình dáng Nó có thể tương hợp với thuyết lượng tử như thế nào?
3. Vũ trụ trong một vỏ hạt - Vũ trụ có nhiều lịch sử, mỗi một lịch sử được xác định bằng một hạt tí hon.
4. Tiên đoán tương lai - Sự biến mất của thông tin trong các hố đen có thể làm giảm khả năng tiên đoán tương lai của chúng ta như thế nào?
5. Bảo vệ quá khứ - Liệu có thể du hành thời gian được không? Một nền văn minh tiên tiến có thể quay lại và thay đổi quá khứ được không?
6. Đâu là tương lai của chúng ta? Có thể là Star Trek hay không? - Làm thế nào mà cuộc sống sinh học và điện tử sẽ tiếp tục phát triển độ phức tạp với một tốc độ chưa từng thấy?
7. Màng Vũ trụ mới - Chúng ta đang sống trên một màng hay chúng ta chỉ là một ảnh đa chiều?
8. Thuật ngữ